# You Got Served
You Got Served es una película drama y de baile estadounidense de 2004 dirigida por Chris Stokes y protagonizada por Marques Houston, Omarion y los otros miembros de la boy band B2K.

## Sinopsis
David y Elgin son amigos que tienen un equipo de baile callejero. Compiten en varias batallas de baile en Los Ángeles, pero a medida que avanza la película terminan separándose y convirtiéndose en enemigos, hasta el punto de pelear cuando se encuentran. Como resultado, cada uno crea su propio equipo. A medida que avanza la película, bailan con sus equipos para asegurar su reputación y ganar dinero. Uno de sus amigos termina muriendo, lo que hace que vuelvan a ser amigos y regresen juntos a su equipo.

## Reparto
- Omarion como David
- Marques Houston como Elgin
- Jennifer Freeman como Liyah
- J-Boog como Rico
- Lil' Fizz como Rashann
- Raz-B como Vick
- Jerome Jones como Sonny
- Malcolm David Kelley como Lil Saint
- Meagan Good como Beautifull
- Steve Harvey como Mr. Rad
- Christopher Jones como Wade
- Robert Hoffman como Max
- Michael Taliferro como Emerald
- Esther Scott como Grandma
- Lil' Kim como ella misma
- La La como ella misma
- Wade Robson como él mismo
- Jackée Harry como Mama
- Kevin Federline como Bailarín